# (734) Бенда
(734) Бенда (нем. Benda) — астероид главного пояса, который был открыт 11 октября 1912 года австрийским астрономом Иоганном Пализой в Венской обсерватории и назван в честь его жены Анны Бенда.

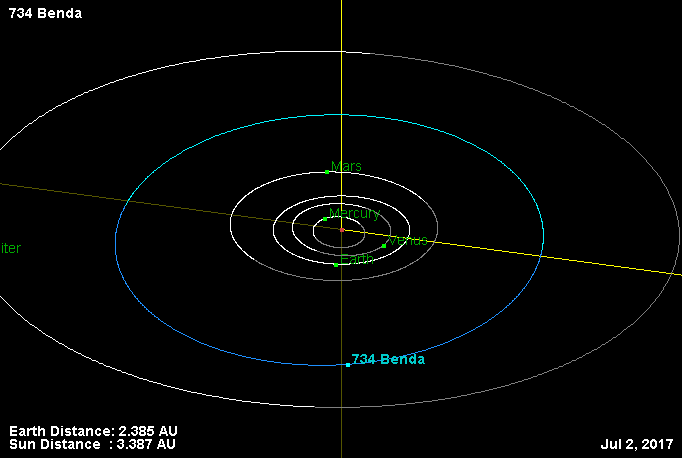
Орбита астероида Бенда и его положение в Солнечной системе

Тиссеранов параметр относительно Юпитера — 3,193.